# Liste de restaurants de hamburgers
 (juin 2019).

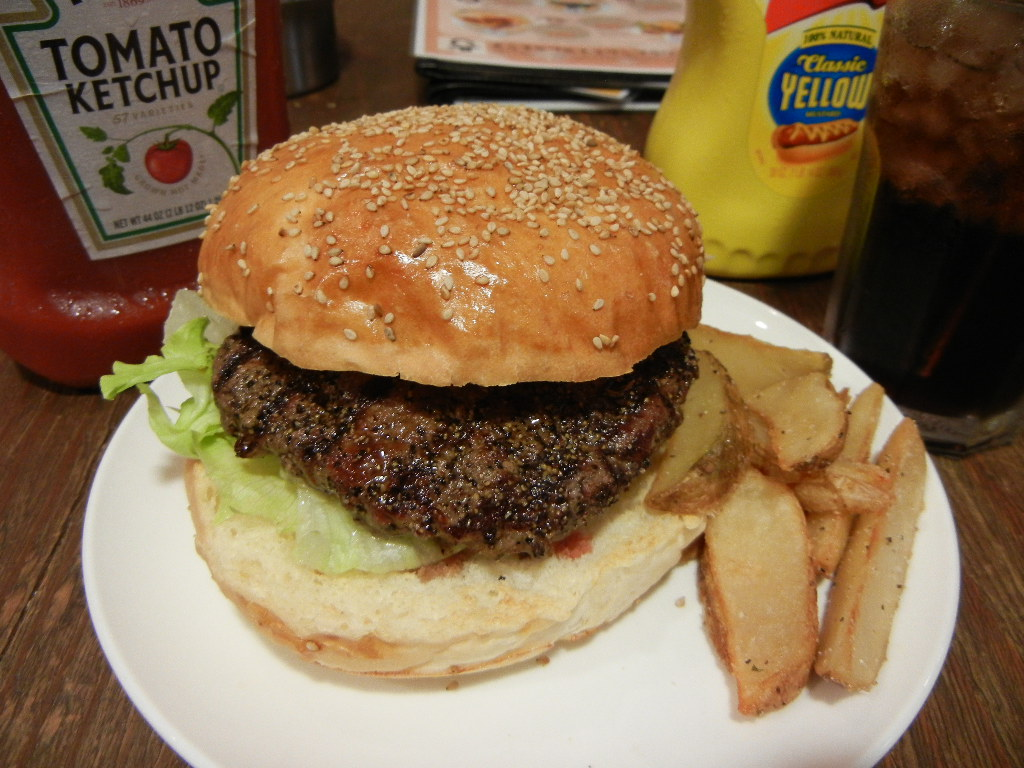
Un hamburger servi avec des frites

Cet article présente une liste de restaurants de hamburgers à travers le monde, connus pour leur popularité ou leur originalité. Cette liste comprend les restaurants et les fast-foods qui servent principalement des hamburgers et des produits connexes. 

## Restaurants
(juin 2019).
- A&W
- Ann's Snack Bar
- The Apple Pan
- Becks Prime
- Big Boy Restaurants
- Big Smoke Burger
- Big Spring Cafe
- Billy Goat Tavern
- Black Bar 'n' Burger
- Bobby's Burger Palace
- Bobcat Bite
- Boll Weevil
- Booches
- Burger Club
- BurgerFi
- Burger King (Alberta)
- Burger Lounge
- Byron Hamburgers
- Carney's
- Cheeburger Cheeburger
- Cheeseburger in Paradise
- The Counter
- Denny's
- Denny's Beer Barrel
- Druther's
- Eureka! Restaurant Group
- FLIP Burger Boutique
- Fosters Freeze
- Friendly's
- Fuddruckers
- Gourmet Burger Kitchen
- The Habit Burger Grill
- The Hamburger Wagon
- Hamburger Mary's
- Henry's Hamburgers

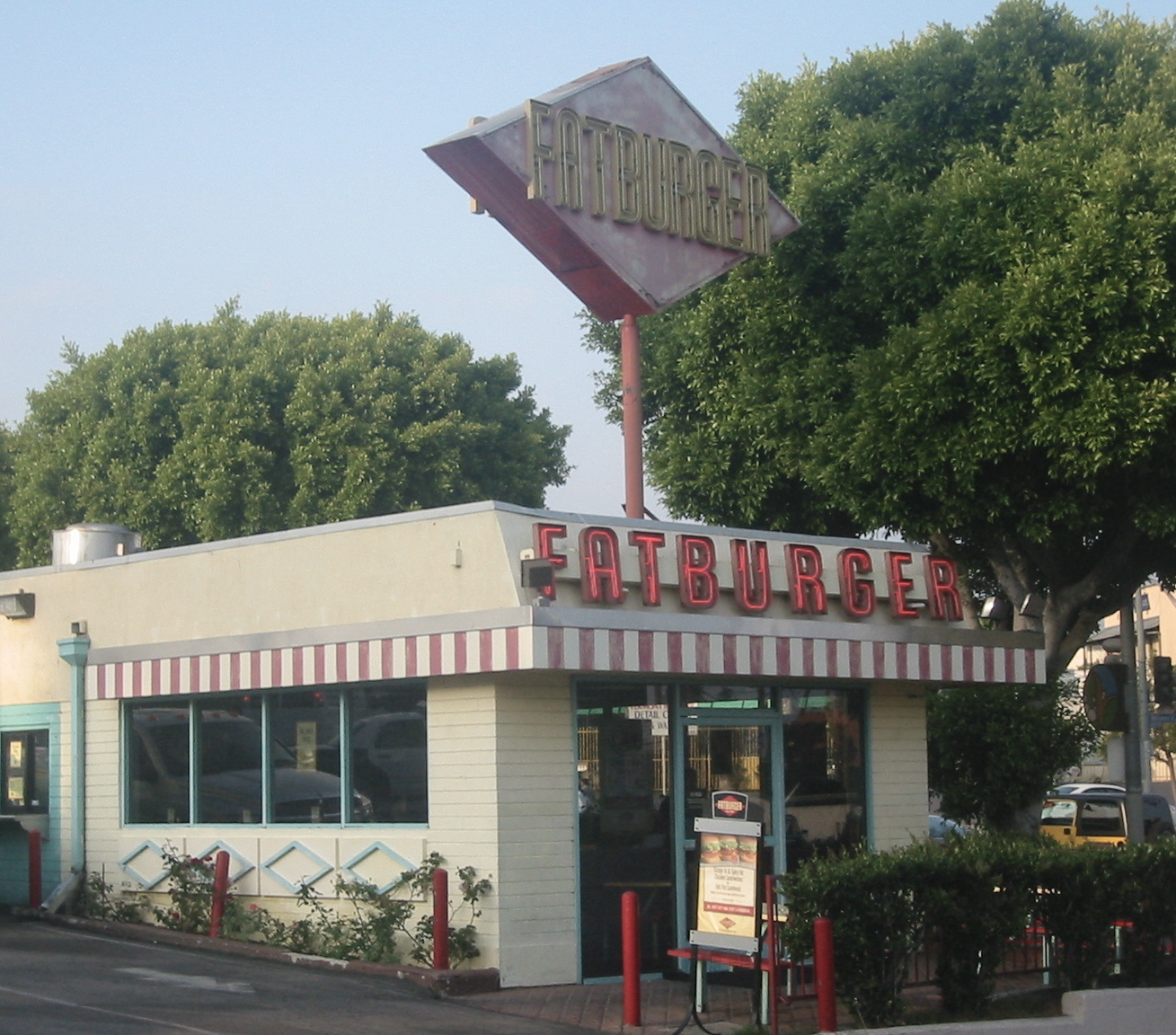
Un restaurant Fatburger à Los Feliz, Los Angeles

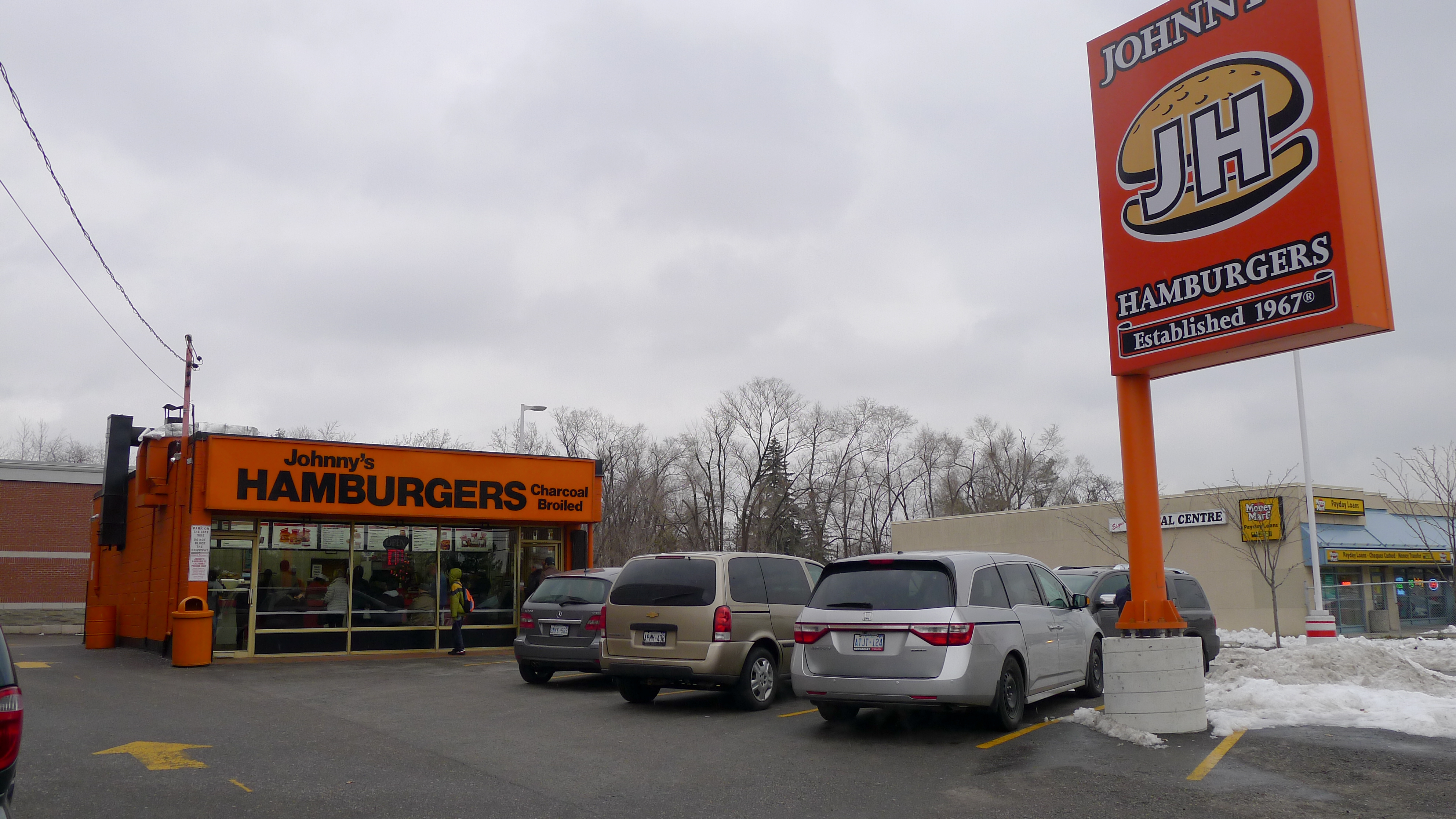
Johnny's Hamburgers, où sont servis des hamburgers grillés au charbon de bois à Scarborough, Toronto

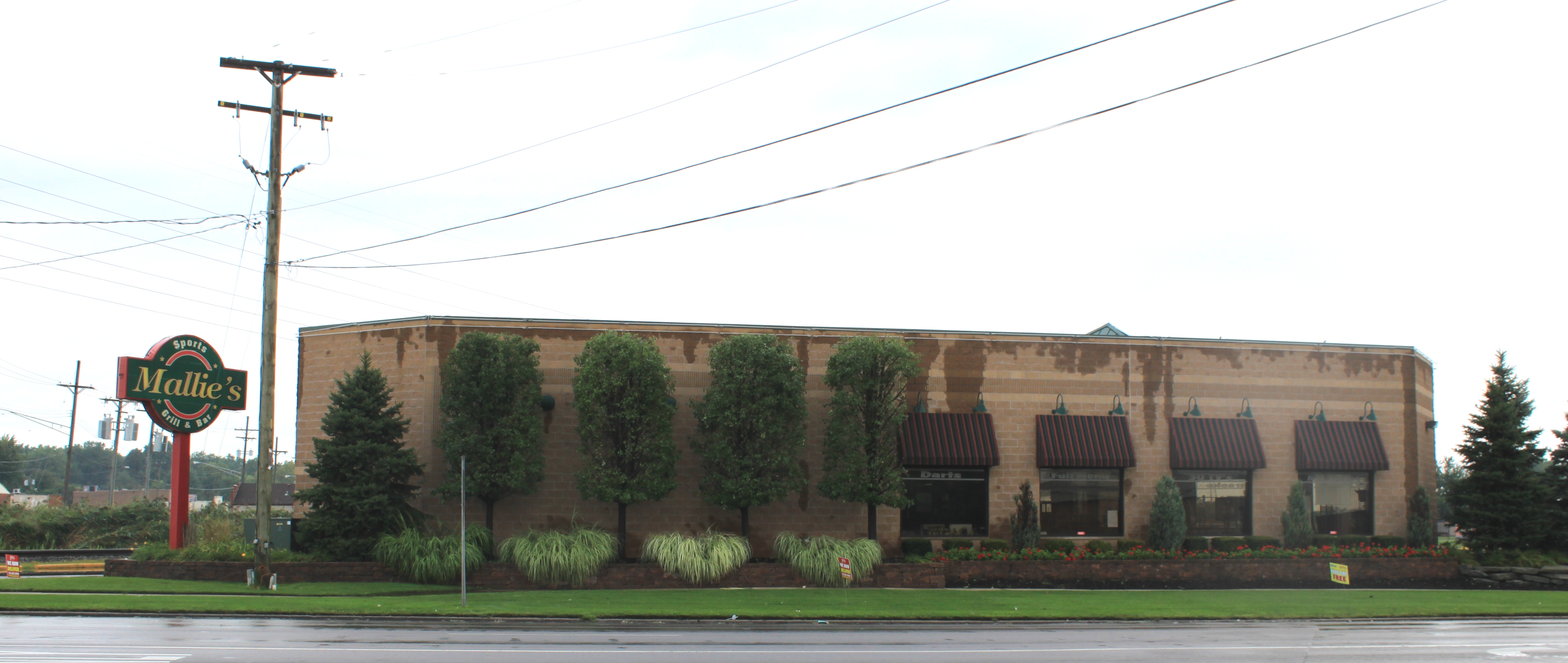
Mallie's Sports Grill & Bar sert le plus grand hamburger au monde, pesant environ 185,6 livres.

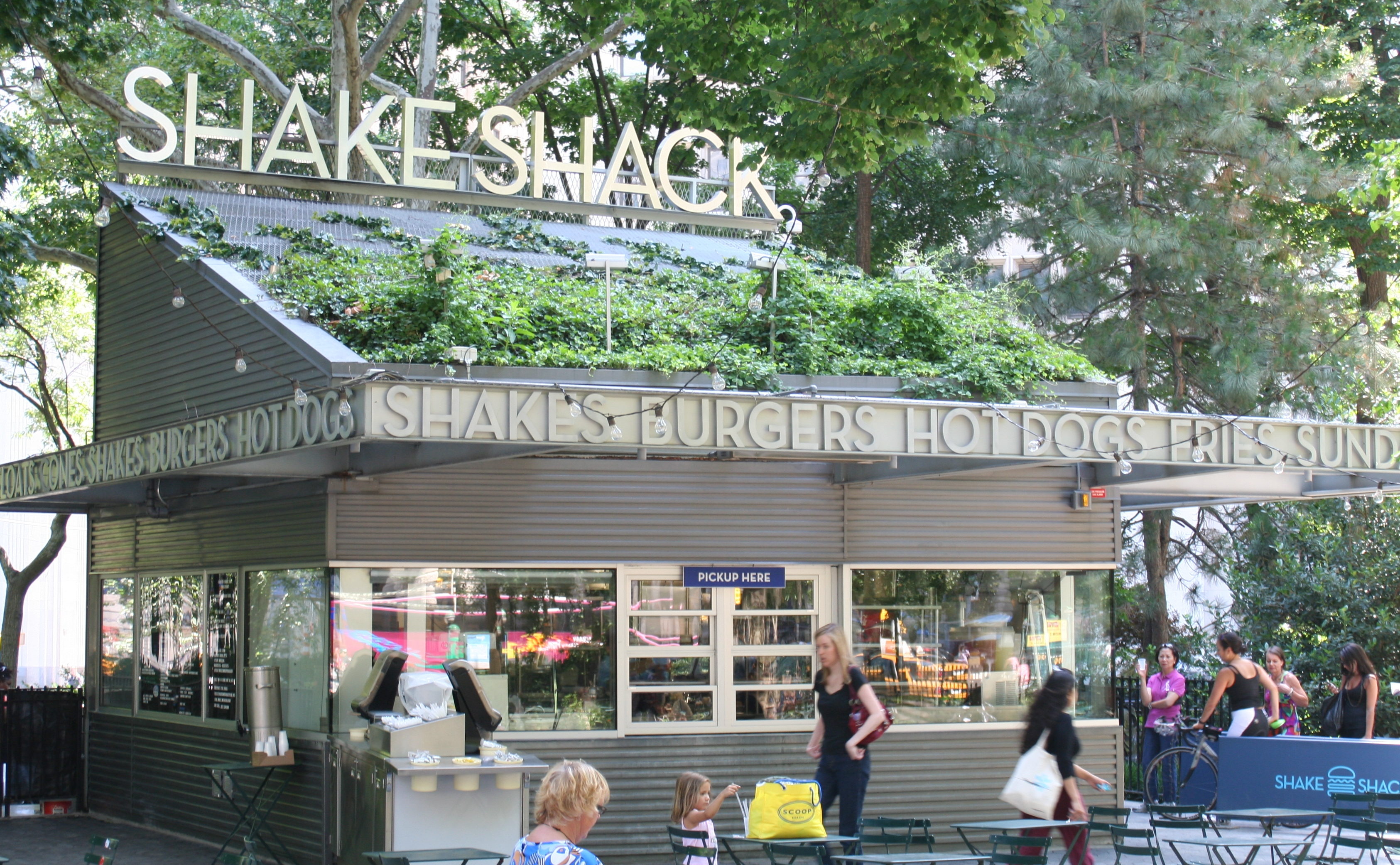
Le Shake Shack original, situé à Madison Square Park, Manhattan

- International House of Burgers (IHOB)
- Iron Horse
- Islands
- J.G. Melon
- Jim's Restaurants
- Johnny Rockets
- Johnny's Charcoal Broiled Hamburgers
- Louis' Lunch
- Mallie's Sports Grill & Bar
- Meatheads Burgers & Fries
- Portillo's
- P. Terry's
- P. J. Clarke's
- Red Robin
- Red's Giant Hamburg
- Ruby's Diner
- Schoop's Hamburgers
- Shady Glen
- Snuffy's Malt Shop
- Ted Peters Famous Smoked Fish
- Ted's Restaurant
- Thurman's
- Tom Wahl's
- Umami Burger
- Winstead's

### Fast-food

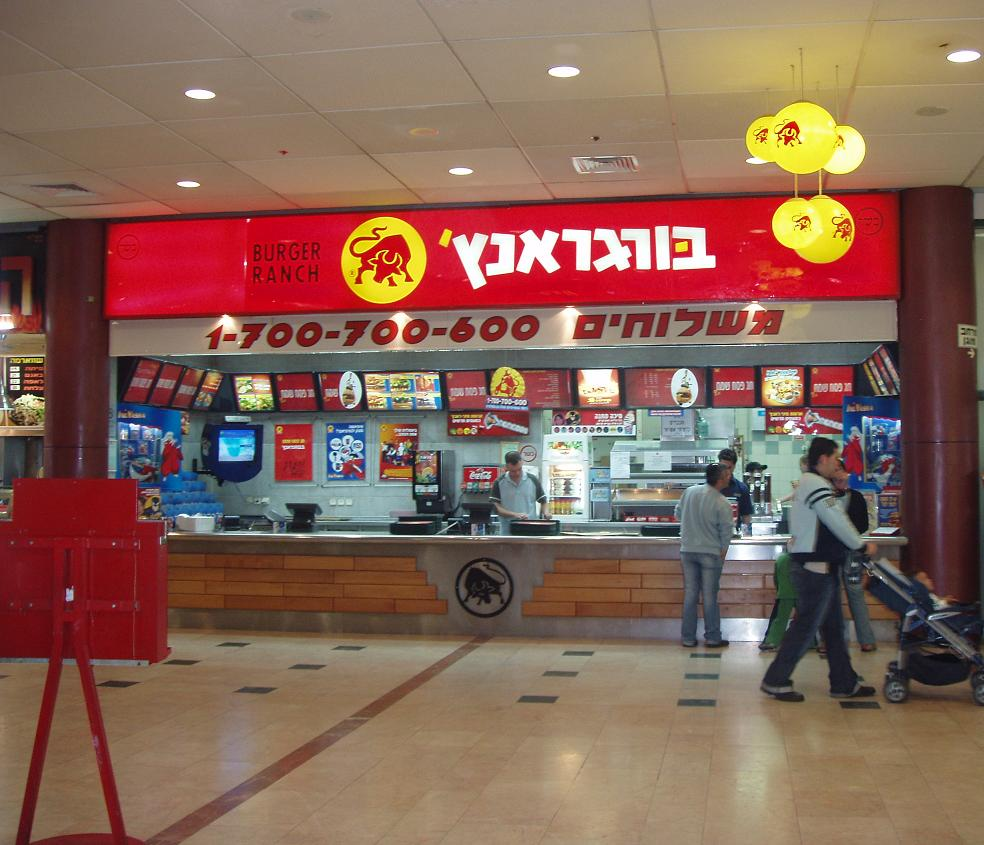
Un restaurant Burger Ranch à Ashdod, en Israël.

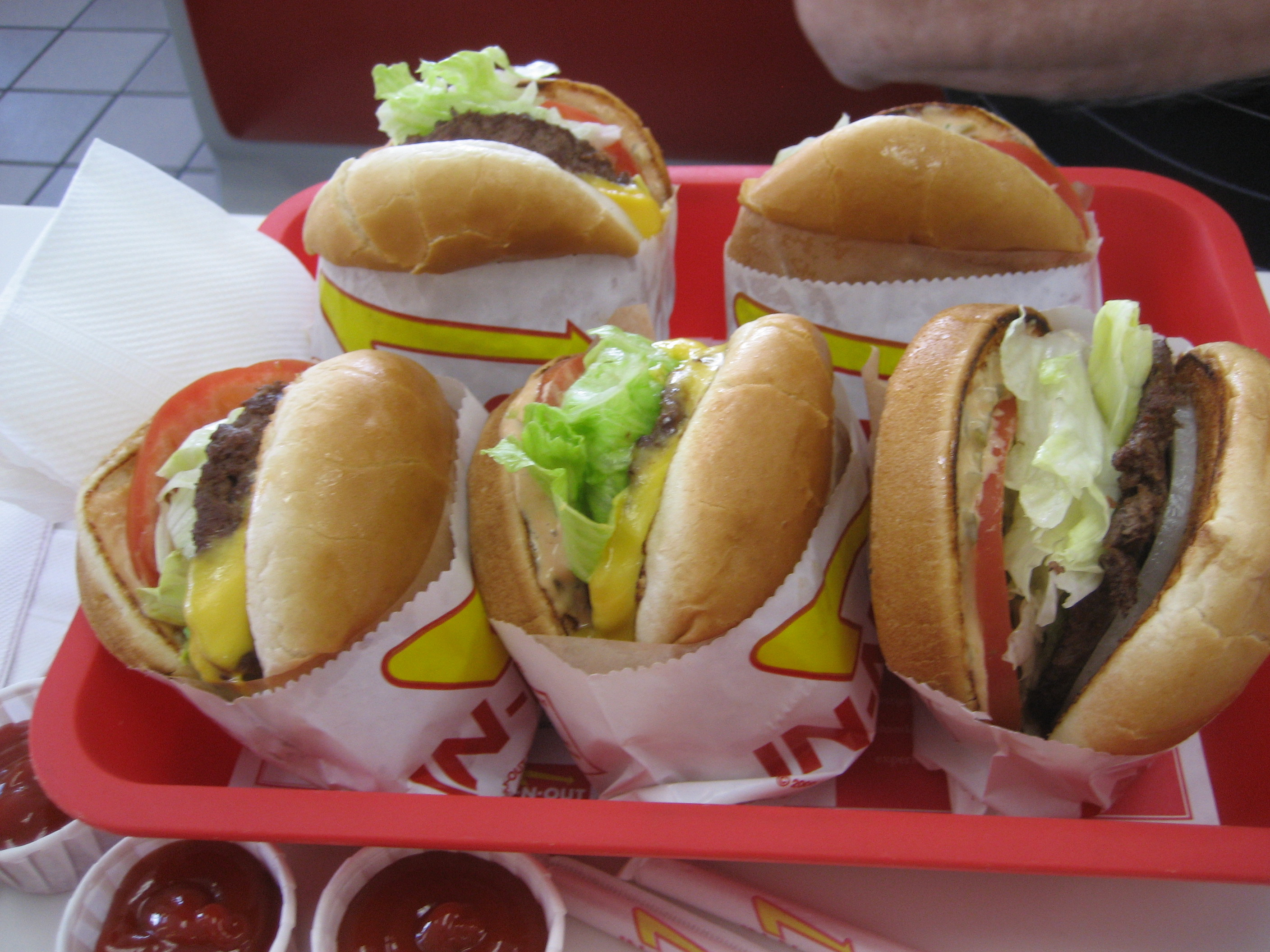
Hamburgers de In-N-Out Burger.

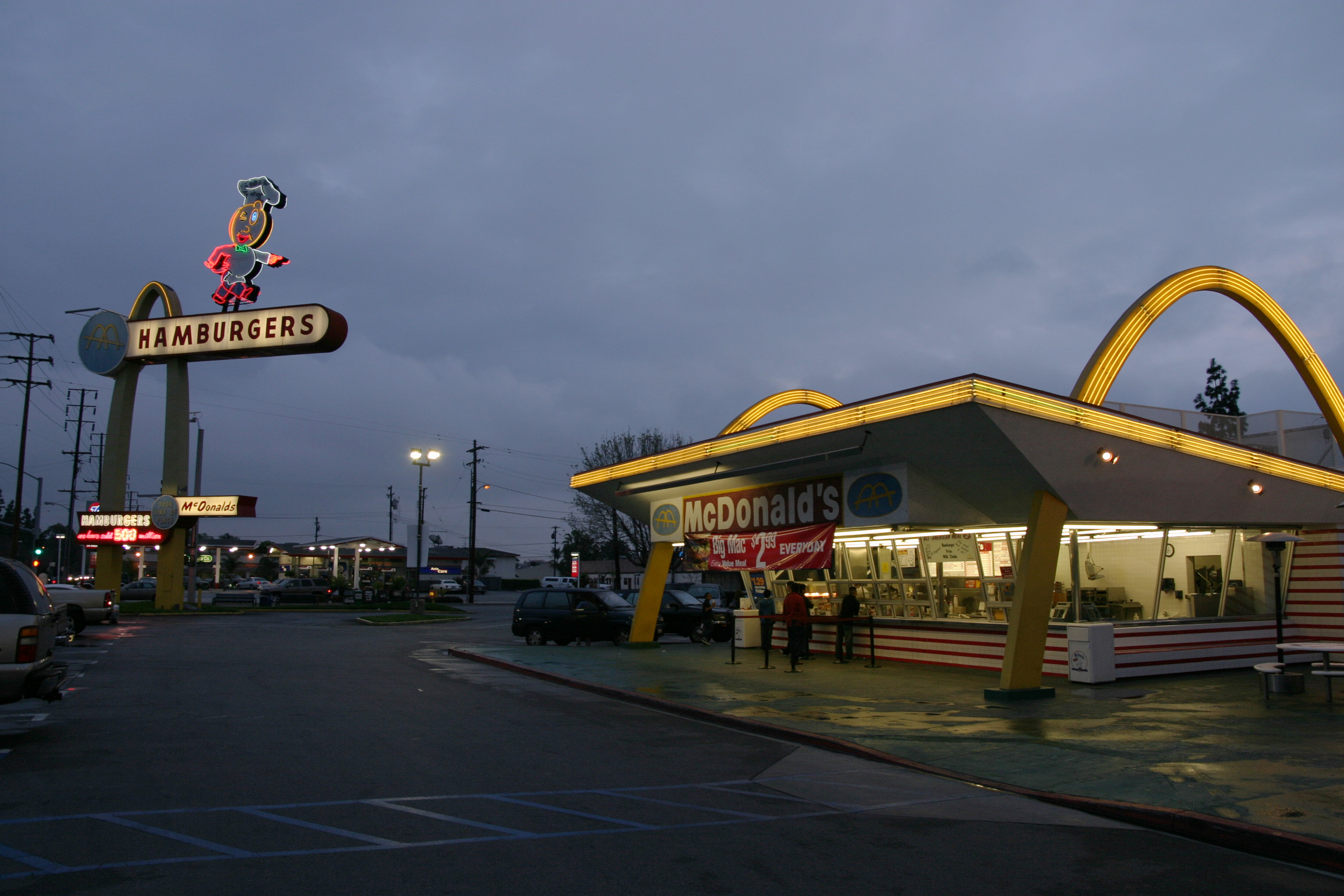
Le plus ancien restaurant McDonald's en activité était le troisième restaurant McDonald's construit, ouvert en 1953. Il est situé à Downey, en Californie.

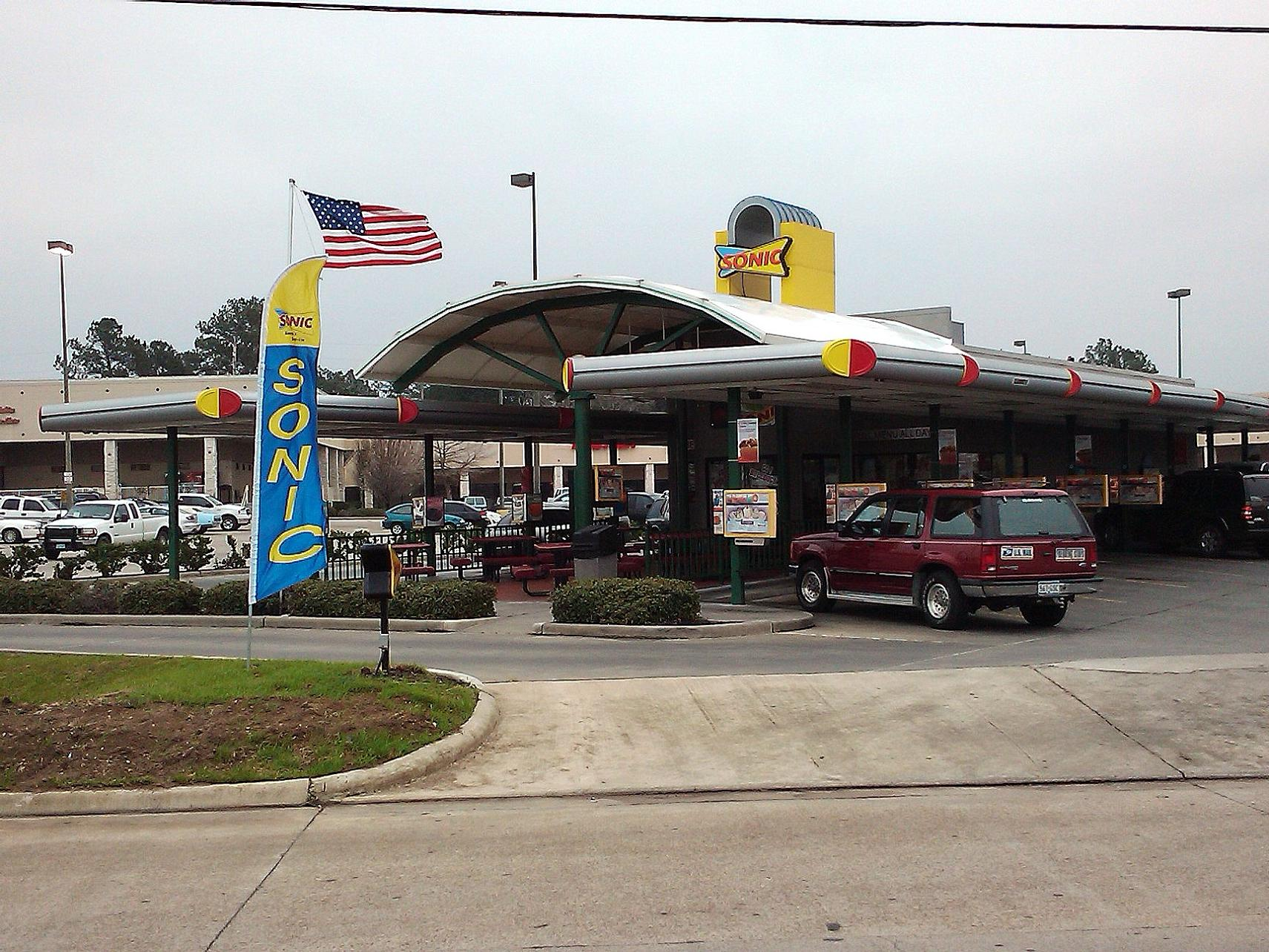
Un Sonic Drive-In à Magnolia, Texas.

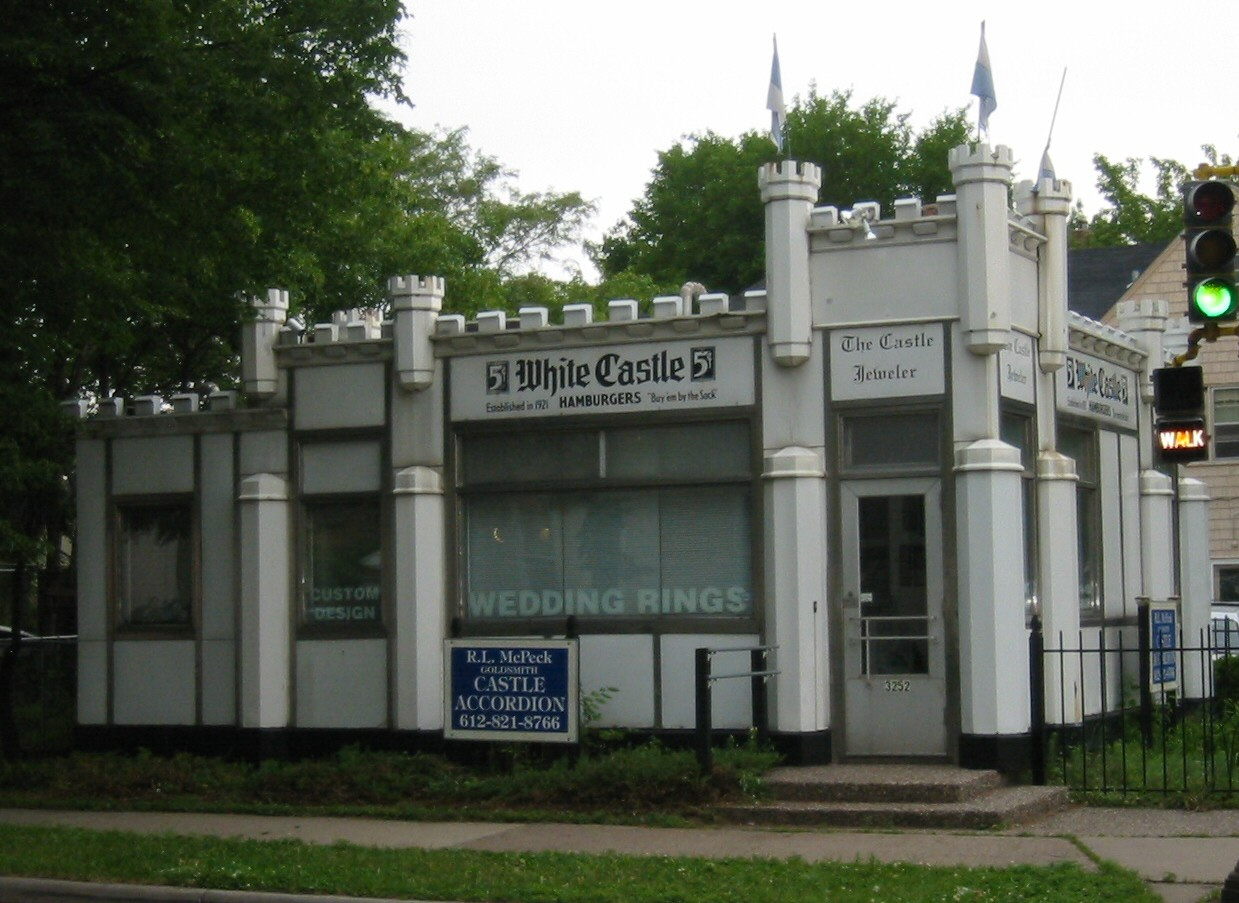
White Castle Building No. 8, un restaurant White Castle construit en 1936 à Minneapolis. Il s'inspire de la station de pompage de la Water Tower Chicago. Ce bâtiment n'est plus un restaurant.

(juin 2019).
- A&W Canada
- A&W Restaurants
- AmRest
- Arctic Circle Restaurants
- B&K Rootbeer
- Back Yard Burgers
- Baker's Drive-Thru
- Bembos
- Beurger King Muslim
- Big Smoke
- Blake's Lotaburger
- Blimpy Burger
- Bob's
- Braum's
- Burger Baron
- Burger Chef
- Burger Fuel
- Burger King
- Burger King Israel
- Burger King (Mattoon, Illinois)
- Burger Lounge
- Burger Street
- Burger Time
- Burgeranch
- Burgerville
- Burgs
- Carl's Jr.
- Carrols
- Checkers and Rally's
- Cook Door
- Cook Out
- Crown Burgers
- Culver's
- Dairy Queen
- Dee's Drive-In
- Dic Ann's Hamburgers
- Dick's Drive-In
- Dicos
- Elevation Burger
- El PADRÉ
- Farmer Boys
- Fast Eddies
- Fatburger
- FEBO
- Fergburger
- Five Guys
- Flamers
- Freddy's Frozen Custard & Steakburgers
- Five Star Burger
- Freshness Burger
- Fryer's
- Geri's Hamburgers
- Gino's Hamburgers
- Giraffas
- Good Times Burgers & Frozen Custard
- Goody's
- Griff's Hamburgers
- Grill'd
- Halo Burger
- Hamburguesas El Corral
- Hardee's
- Harvey's
- Heart Attack Grill
- Hero Certified Burgers
- Hesburger
- Hot 'n Now
- Hungry Jack's
- In-N-Out Burger
- Jack in the Box
- Jack's
- Jef
- Jollibee
- Kewpee
- Kewpee Restaurant
- Klenger Burger
- Krystal
- Kudu
- Lick's Homeburgers
- Little Big Burger
- Lotteria
- MaDonal
- Marrybrown
- Max Hamburgers
- McDonald's
- McDonald's Canada
- McDonald's Israel
- McDonald's New Zealand
- Milo's Hamburgers
- Mo'men
- Mooyah
- MOS Burger
- Mostaza
- Nation's Giant Hamburgers
- Nu Way Cafe
- Oporto
- The Original Hamburger Stand
- Original Tommy's
- Pal's
- Quick
- Ray's Hell Burger
- Red Barn
- Rolls
- Roy Rogers Restaurants
- Royal Castle
- Sandy's
- Shake Shack
- Sibylla
- Smashburger
- Sonic Drive-In
- Spangles
- Steak 'n Shake
- Steers
- Stewart's
- Supermac's
- Swensons
- Tantalizers
- Tasty Made
- Tom Wahl's
- Valentine
- VeganBurg
- Wayback Burgers
- Webers
- Wendy's
- Wetson's
- What-A-Burger
- Whataburger
- White Castle
- White Spot
- Wienerschnitzel
- Wild Willy's
- Wilson's Sandwich Shop
- Wimpy
- Winky's
- Zesto Drive-In
- Zip's Drive-in

Fast food hamburger restaurants
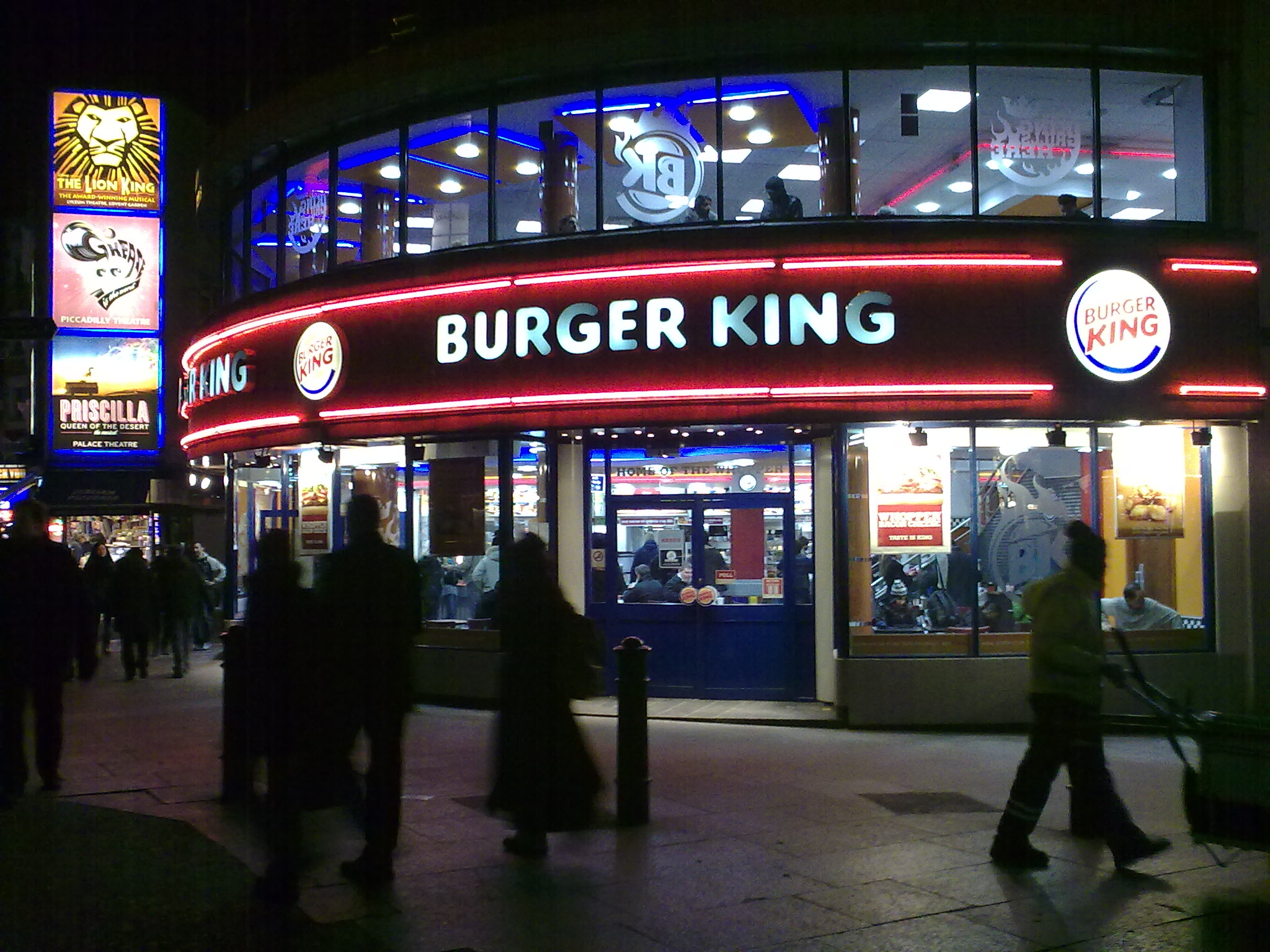
Un restaurant Burger King à Leicester Square, Londres, Royaume-Uni
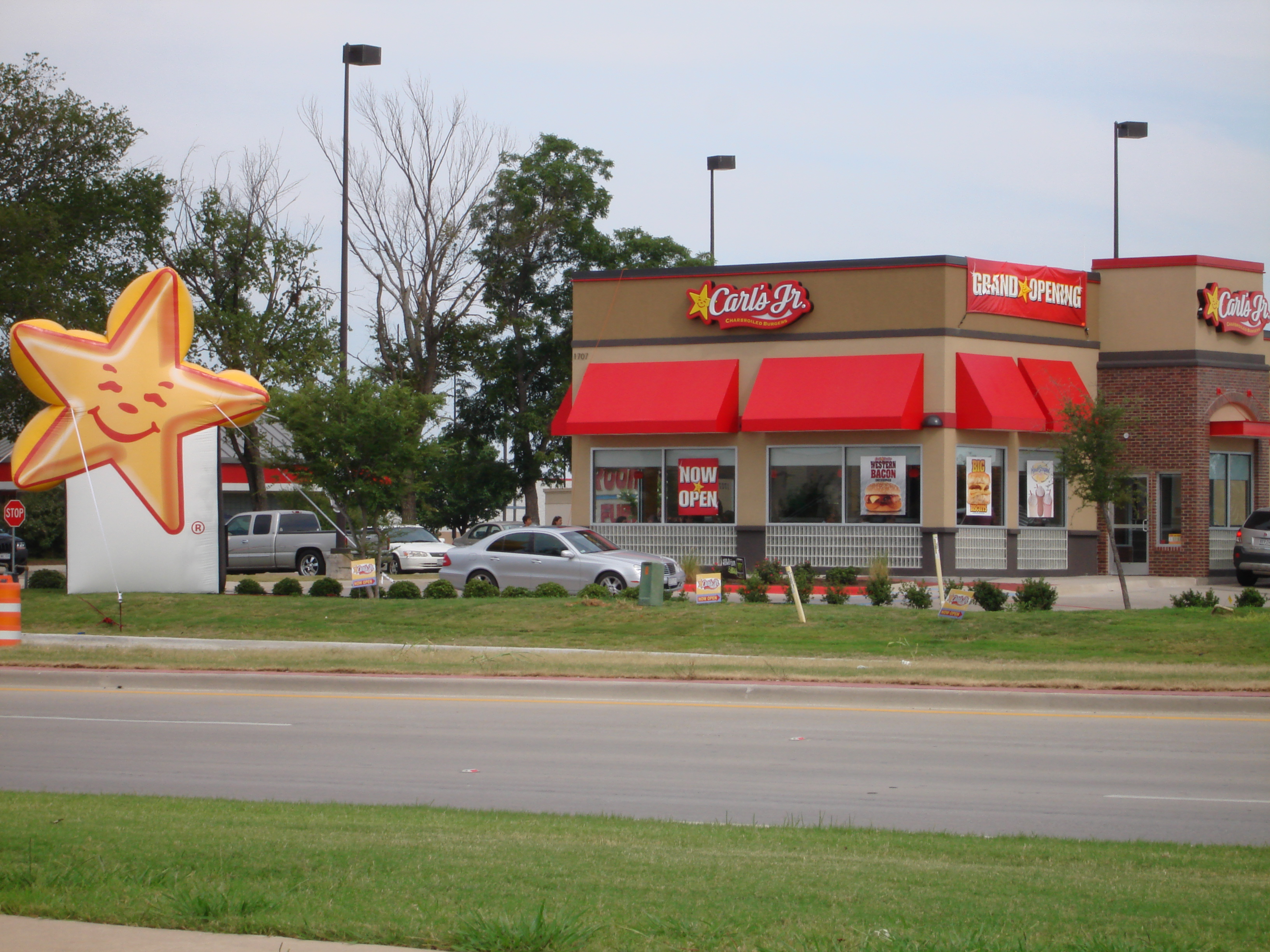
Un restaurant Carl's Jr. à Denton, au Texas
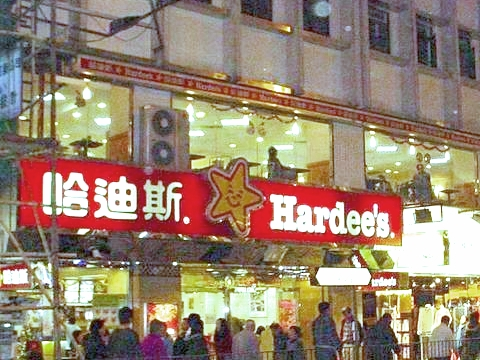
Un restaurant Hardee à Wanchai, Hong Kong
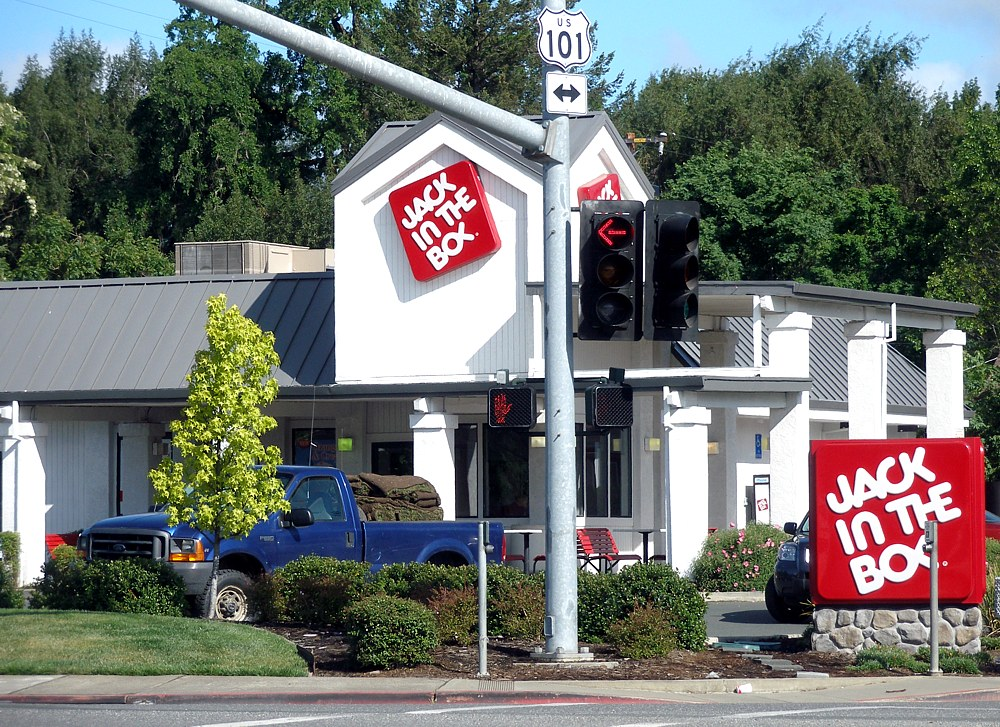
Un restaurant Jack in the Box à Willits, en Californie
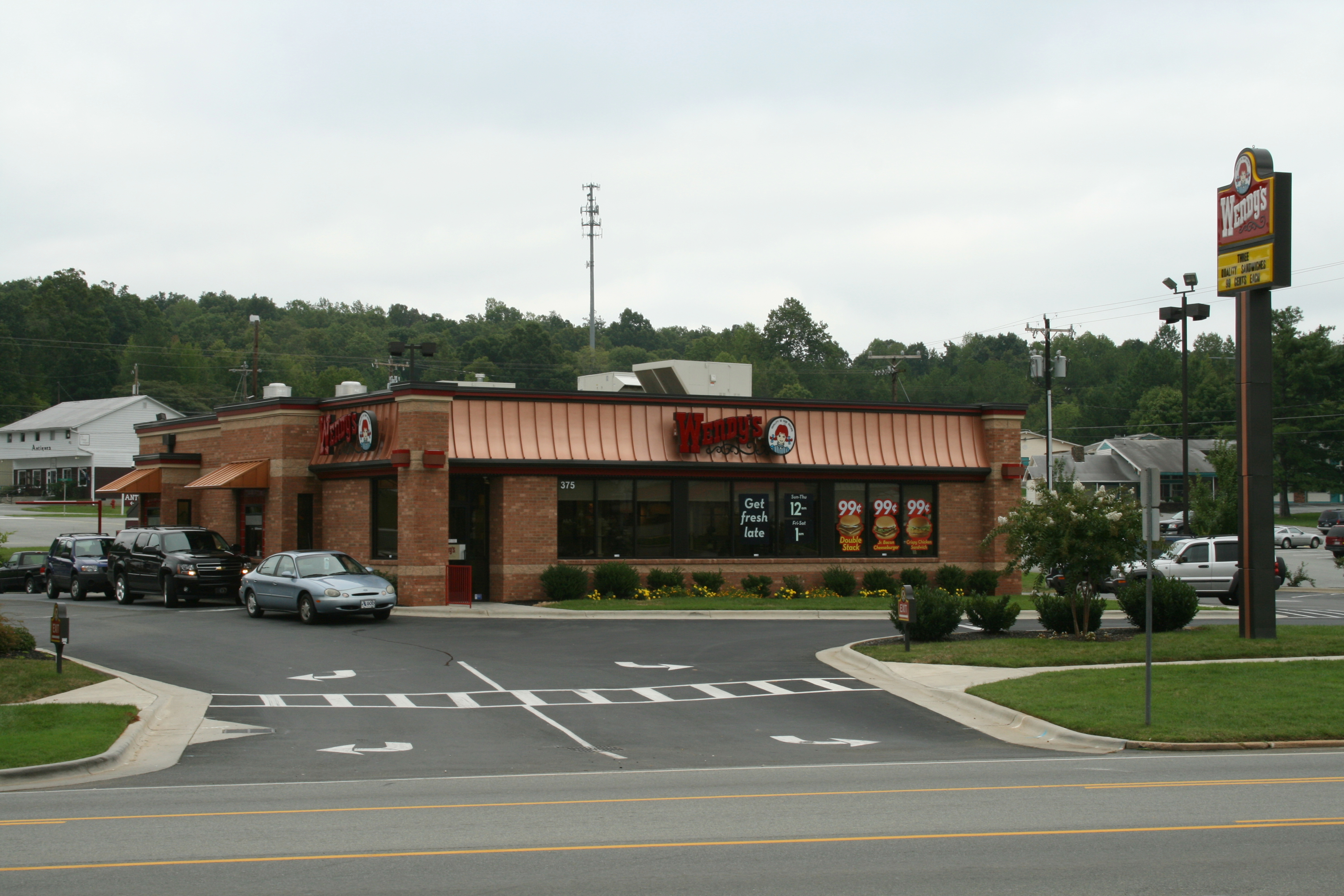
Un restaurant de Wendy's à Hillsborough, Caroline du Nord